# Muhammad Taqi Uthmani
 (décembre 2017).
Si vous disposez d'ouvrages ou d'articles de référence ou si vous connaissez des sites web de qualité traitant du thème abordé ici, merci de compléter l'article en donnant les références utiles à sa vérifiabilité et en les liant à la section « Notes et références ».
Muhammad Taqi Usmani (Ourdou : محمد تقی عثمانی , Muhammad Taqī ‘Usmāni, né le 5 Chawwal 1362 AH / 5 octobre 1943) (également orthographié Uthmani) est un érudit musulman sunnite hanafite maturidite du Pakistan. Il a été juge à la Cour fédérale de la shariat (en) du Pakistan de 1981 à 1982 et au Banc d’appel de la shariat de la Cour suprême du Pakistan de 1982 à 2002. Il est un expert reconnu et apprécié dans les domaines de la jurisprudence islamique (fiqh), de l’économie, du Tasawwouf et du hadîth. Il a également occupé plusieurs postes au sein des conseils d’administration de la Shariah (en) de prestigieuses institutions islamiques, et a joué un rôle déterminant dans la rédaction des ordonnances Hudood sous la direction du général Zia ul-Haq. Il est le frère des érudits musulmans Muhammad Rafi Usmani (en), Muhammad Wali Razi et Muhammad Razi Usmani, ainsi que du poète ourdou Muhammad Zaki Kaifi. Il a écrit des traductions du Qorʾān en anglais et en ourdou. Son maître Mawlana Sahban Mahmood lui a conféré le titre hautement honorifique de Cheikh al-Islam.

## Biographie
Muhammad Taqi `Uthmani est né à Deoband, grande ville du district de Saharanpur, dans l’Uttar Pradesh (Inde) en 1943. Après avoir fini son cursus de `Alim au Dar-ul-`Uloom de Karachi, il se spécialise dans le fiqh sous la direction de son père, Grand mufti de Deoband, le mufti Muhammad Shafi `Uthmani.
Il fut l'un des pionniers de la finance islamique au Pakistan quand il établit la Meezan Bank si bien qu’en mars 2004, le vice-président et premier ministre des Émirats arabes unis, Mohammed ben Rachid Al Maktoum, lui remit une distinction honorifique (lauréat) pour service rendu dans le secteur de la finance islamique, lors du forum international de la finance islamique (IIFF) de Dubaï[réf. nécessaire].
Il enseigne actuellement[Quand ?] le Sahih al-Bukhari, le fiqh, ainsi que l’économie selon les préceptes islamiques au Dar-ul-`uloom Karachi. Il fut l’un des membres clés du panel d’oulémas qui déclarèrent hérétique la secte des Qadiyani au vu de l’assemblée nationale du Pakistan, sous la présidence de Zulfikar Ali Bhutto (1971-1973).

## Publications
- Takmila Fath-ul-mulhim, en six volumes, un commentaire (sharh) en arabe du Sahih muslim.
- Ma'ariful Qur'an, en huit volumes, traduction en anglais, depuis l’ourdou, d’un célèbre tafsir de son père, le mufti Muhammad Shafi Uthmani.
- Ahkam uz Zibai’h
- Buhooth Fi Qadaya Fiqhiyya Mu'asira
- L'Islam et Politique
- Des actes simples pour de grandes récompenses